# Condat-sur-Trincou
Condat-sur-Trincou is een gemeente in het Franse departement Dordogne (regio Nouvelle-Aquitaine) en telt 407 inwoners (1999). De plaats maakt deel uit van het arrondissement Nontron.

## Geografie
De oppervlakte van Condat-sur-Trincou bedraagt 16,3 km², de bevolkingsdichtheid is 25,0 inwoners per km².
De onderstaande kaart toont de ligging van Condat-sur-Trincou met de belangrijkste infrastructuur en aangrenzende gemeenten.

## Demografie
Onderstaande figuur toont het verloop van het inwonertal (bron: INSEE-tellingen).